# Achaearanea maricaoensis
Achaearanea maricaoensis is een spinnensoort in de taxonomische indeling van de kogelspinnen (Theridiidae).
Het dier behoort tot het geslacht Achaearanea. De wetenschappelijke naam van de soort werd voor het eerst geldig gepubliceerd in 1942 door Elizabeth Bangs Bryant.